# Rue André Dumont
La rue André Dumont est une rue du centre de Liège dans le quartier latin reliant le pont Kennedy à l'avenue Maurice Destenay.

## Odonymie
Depuis 1863, la rue rend hommage à André Hubert Dumont (1809-1857), géologue et minéralogiste liégeois qui est principalement connu pour avoir établi la première carte géologique de Belgique. Créée en 1836, l'artère s'appelait initialement la rue du Pont-Neuf, ancienne dénomination du pont Kennedy.

## Situation et description
Cet important axe routier relie le pont Kennedy à l'avenue Maurice Destenay. La tour Kennedy s'élève aux abords de la rue.

## Voies adjacentes
- Pont Kennedy
- Quai Paul van Hoegaerden
- Rue des Croisiers
- Rue des Prémontrés
- Avenue Maurice Destenay